# Dinu Brătianu
Constantin I. C. Brătianu dit Dinu Brătianu, né le 13 janvier 1866 à Bucarest, en Roumanie, et décédé en 1950, probablement à la prison de Sighet, à Sighetu Marmației, est un homme politique roumain, président du Parti national libéral de 1934 à sa mort.

## Biographie
Fils du Premier ministre Ion Brătianu et frère des Premiers ministres Ion I. C. Brătianu et Ion I. C. Brătianu, Dinu Brătianu est élu député à plusieurs reprises à partir de 1895 (et sans interruption entre 1910 et 1938). Il est par ailleurs ministre des Finances de Roumanie entre 1933 et 1934 puis ministre sans portefeuille entre 1944 et 1945.
Arrêté par les communistes en 1950, il meurt sans doute quelque temps après.